# Acalymma punctatum
Acalymma punctatum es un coleóptero de la familia Chrysomelidae.
Fue descrita en 1958 por Bechyne.